# Wiarton
Wiarton är en ort i Kanada.   Den ligger i provinsen Ontario, i den sydöstra delen av landet, 400 km väster om huvudstaden Ottawa. Wiarton ligger 184 meter över havet och antalet invånare är 2 291.
Terrängen runt Wiarton är huvudsakligen platt. Wiarton ligger nere i en dal. Runt Wiarton är det glesbefolkat, med 10 invånare per kvadratkilometer.. Närmaste större samhälle är South Bruce Peninsula, 8,9 km sydväst om Wiarton. 
Omgivningarna runt Wiarton är en mosaik av jordbruksmark och naturlig växtlighet.